# 应城站
应城站，位于中华人民共和国湖北省孝感市应城市广场大道与长荆大道交汇处，是长荆铁路上的一座火车站，建于2002年，由武汉局管辖。2021年4月，由于既有车站设施狭小，车站站房开始改造，同时延长了站台长度，2022年春节前正式投入使用。

## 轶事
在长荆铁路修建以前，应城市的铁路旅客交通一直由位于长江埠街道的长江埠站担当，汉丹铁路正线不再经由长江埠站后，本站是应城境内唯一办理旅客乘降的车站。2009年，从云梦引出支线通往应城的城际铁路业已得到批准，但由于成本需要地方负担，应城最终没有落实工程。自沿江高速铁路裁定线路走向经过应城政区南部后，作为孝感地区唯一不通快速铁路的县级市，应城关于在该线设立停靠站的呼声强烈。但由于线路通过之处人口密度不大，且地形不适宜，因此最终设站失败。本站将在未来长时间内担负应城市的铁路旅客运输任务。

## 图集

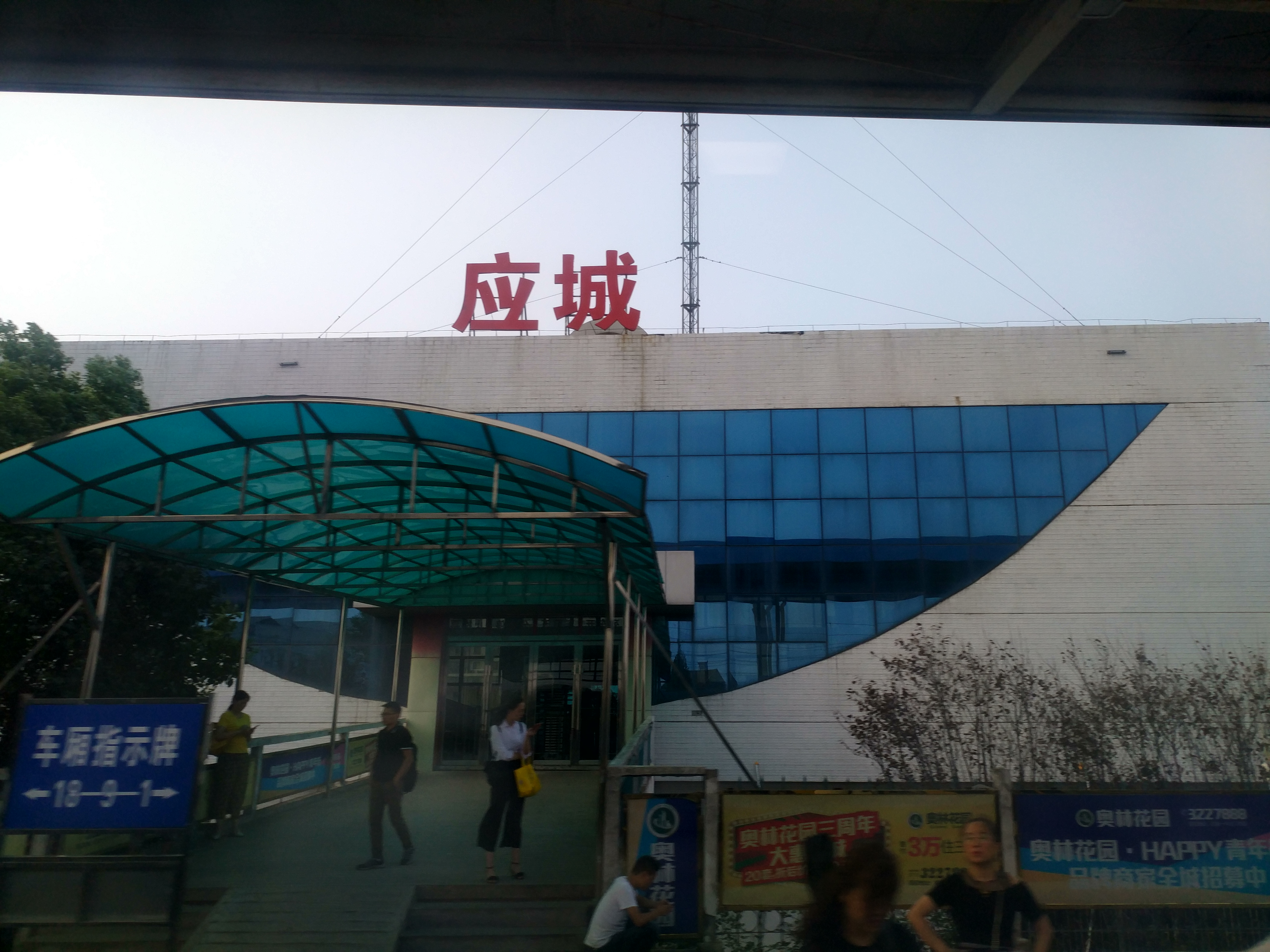
改造前的站舍
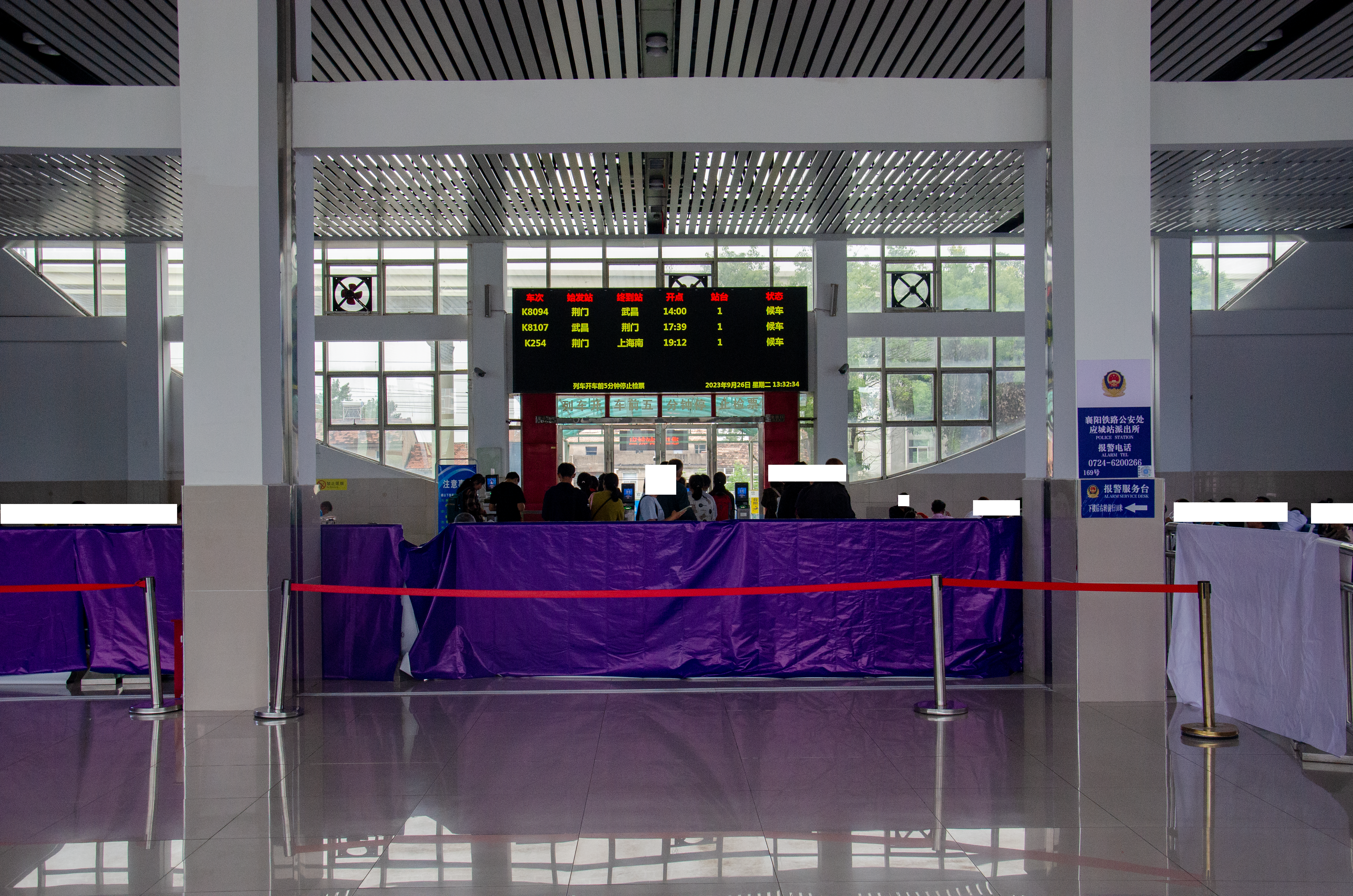
车站候车室
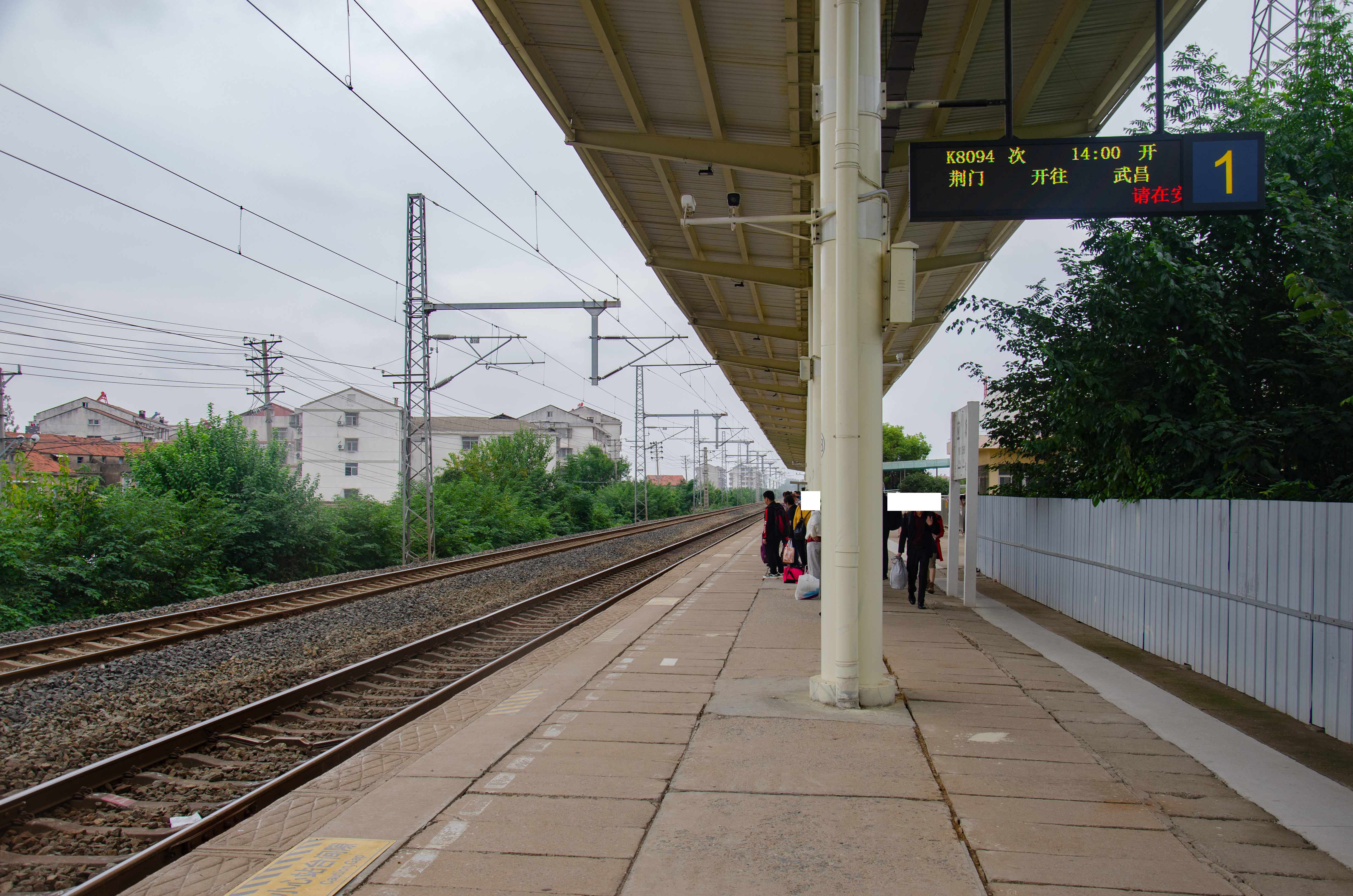
车站站台
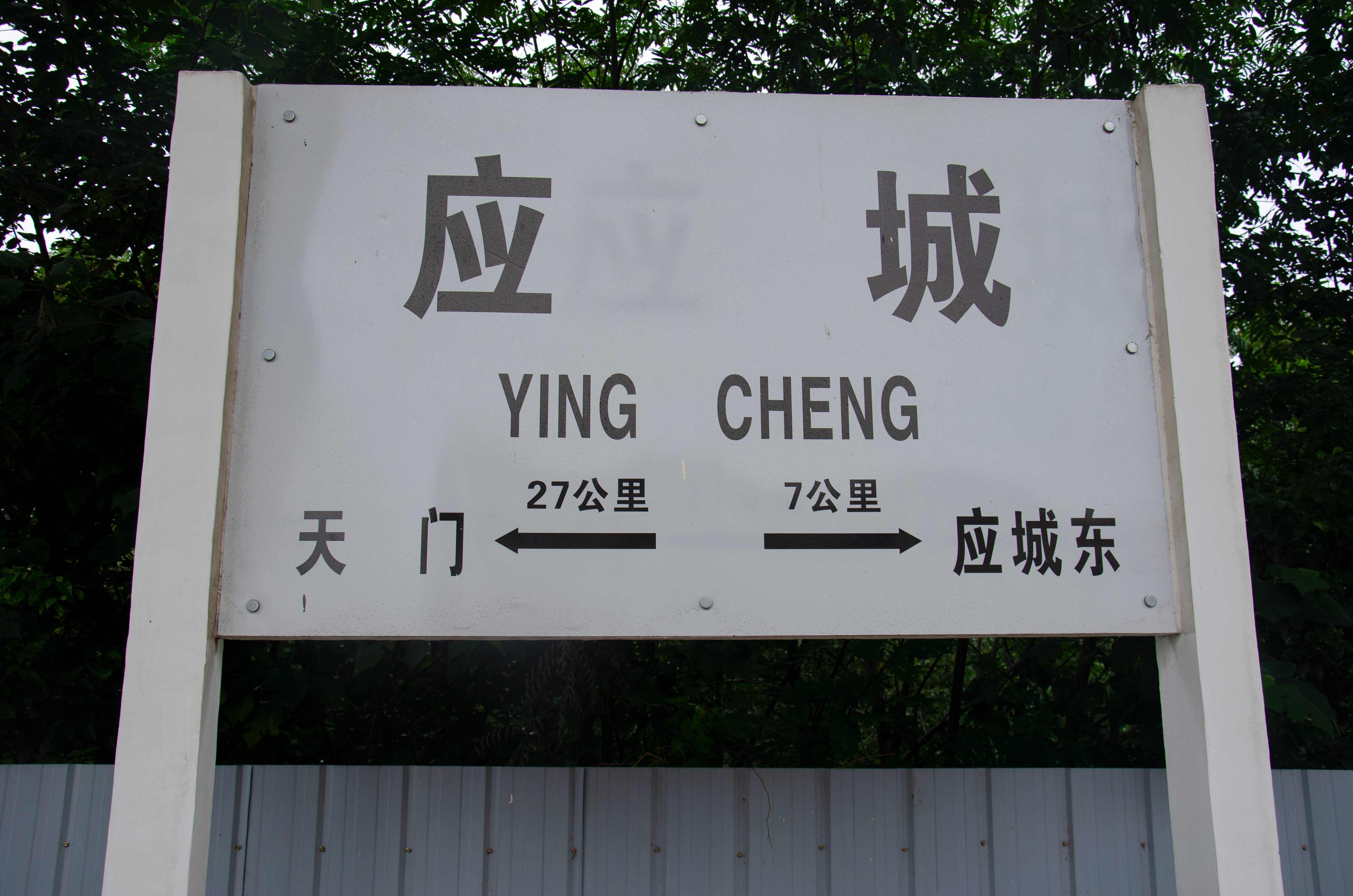
车站站名指示牌
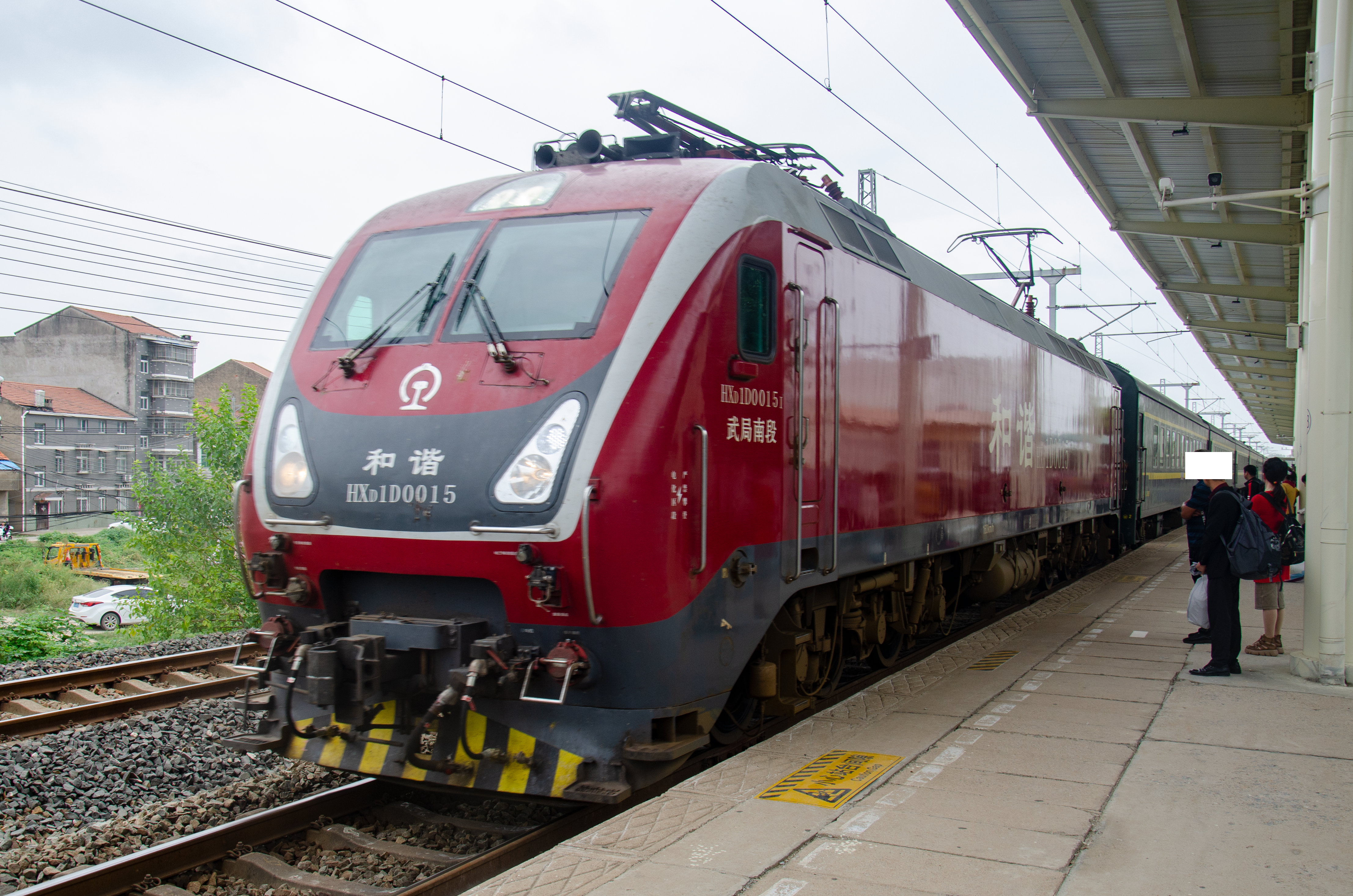
K8094次列车进站

## 车站结构
| 北↑ |      |                                    |  |
| Ⅰ道 |      | （天门站）长荆铁路正线（应城东站） |  |
| 2道 | 1    | 长荆铁路到发线                     |  |
|     | 侧式 |                                    |  |
| '   | 2楼  | 出站口、候车厅                     |  |
| '   | 1楼  | 进站口、安检区、售票处             |  |
| 南↓ |      |                                    |  |

## 外部連結
- 中国铁路客户服务中心 （页面存档备份，存于）